# 마스터키 (텔레비전 프로그램)
《마스터키》는 SBS TV에서 방영되는 텔레비전 프로그램으로 2017년 10월 14일부터 2018년 1월 6일까지 방영되었다.

## 방송 시간
| 방송 채널 | 방송 기간                         | 방송 시간 | 방송 시간                    | 비고      |
| SBS TV    |                                   |           |                              |           |
| --------- | --------------------------------- | --------- | ---------------------------- | --------- |
| SBS TV    | 2017년 10월 14일 ~ 2018년 1월 6일 | 1부       | 매주 토요일 오후 6:10 ~ 7:00 | 독립 편성 |
| SBS TV    | 2017년 10월 14일 ~ 2018년 1월 6일 | 2부       | 매주 토요일 오후 7:00 ~ 8:00 | 독립 편성 |

## 개요
최정상 인기 스타들이 플레이어가 되어 기존과 다른 게임에 참여하면서 '마스터키'를 가진 자들을 찾기 위해 고도의 심리전을 벌이는 신개념 심리 게임쇼

## 방영 목록
| 에피소드 | 방영일           | 출연자                                                                                     | 마스터키      | 마스터키         | 최다득표 (우승자) |
| -------- | ---------------- | ------------------------------------------------------------------------------------------ | ------------- | ---------------- | ----------------- |
| 1회      | 2017년 10월 14일 | 이수근, 전현무, 김종민, 헨리, 강다니엘, 옹성우, 백현, 조보아, 진영, 차은우, 박성광, 강한나 | 헨리, 차은우  | 헨리, 차은우     | 헨리, 차은우      |
| 2회      | 2017년 10월 21일 | 이수근, 전현무, 김종민, 헨리, BOBBY, 정채연, 김세정, 이홍기, 셔누, 은혁, 이성종, 찬성      | 은혁, 찬성    | 은혁, 찬성       | 은혁, 찬성        |
| 3회      | 2017년 10월 28일 | 김종민, 민규, 신우, 은혁, 이수근, 이엘리야, 이홍기, 전현무, 찬성, 피오, 하니, 헨리         | 은혁, 전현무  | 은혁, 전현무     | 전현무, 이홍기    |
| 에피소드 | 방영일           | 출연자                                                                                     | 천사 마스터키 | 악마 마스터키    | 최다득표 (우승자) |
| 4회      | 2017년 11월 4일  | 이수근, 전현무, 강다니엘, 사나, 송민호, 옹성우, 이선빈, JR, 진영, 찬열, Key, 헨리          | 이수근        | 송민호           | 찬열              |
| 5회      | 2017년 11월 11일 | 이수근, 전현무, 강다니엘, 서은광, 송민호, 옹성우, 예린, 웬디, 정세운, Key, 헨리, 홍빈      | 강다니엘      | Key              | 강다니엘          |
| 6회      | 2017년 11월 18일 | 강다니엘, 고원희, 김희철, 서장훈, 옹성우, 은혁, 이상민, 잭슨, 전현무, JR, 지민, 진영       | 이상민        | 옹성우           | 옹성우            |
| 7회      | 2017년 11월 25일 | 강다니엘, 나영, 박초롱, 서은광, 서장훈, 소진, 신비, 옹성우, 윤지성, 이상민, 태민, Key      | 소진          | 서장훈           | 소진              |
| 8회      | 2017년 12월 2일  | 강다니엘, 김종민, 민규, 민아, 민호, 옹성우, 이수근, 전현무, JR, Key, 하성운, 효정          | 전현무        | JR               | 전현무            |
| 9회      | 2017년 12월 9일  | 강다니엘, 김종민, 민호, 솔빈, 승관, 에릭남, 옹성우, 윤지성, 이수근, 전현무, 청하, Key      | 김종민        | 이수근, 강다니엘 | 김종민            |
| 에피소드 | 방영일           | 출연자                                                                                     | 마스터키      | 마스터키         | 우승자            |
| 10회     | 2017년 12월 16일 | 이수근, 전현무, 강다니엘, 옹성우, Key, 박성광, 공승연                                      | 공승연        | 공승연           | 이수근            |
| 11회     | 2017년 12월 23일 | 이수근, 전현무, Key, 김종민, 서은광, JR, 윤소희                                            | JR            | JR               | 이수근            |
| 12회     | 2017년 12월 30일 | 이수근, 전현무, 김종민, 고성희, 김동준, 정세운, 민규                                       | 전현무, 민규  | 전현무, 민규     | 전현무, 민규      |
| 13회     | 2018년 1월 6일   | 이수근, 전현무, 고성희, 김동준, 민규, JR, 렌                                               | 전 출연자     | 전 출연자        | 전 출연자         |

## 시청률

### 2017년
| 회차 | 방송일    | TNmS 시청률    | 닐슨 시청률    |
| 회차 | 방송일    | 대한민국(전국) | 대한민국(전국) |
| ---- | --------- | -------------- | -------------- |
| 1    | 10월 14일 | 4.9%           | 4.8%           |
| 1    | 10월 14일 | 5.7%           | 5.7%           |
| 2    | 10월 21일 | 3.8%           | 3.7%           |
| 2    | 10월 21일 | 4.6%           | 4.5%           |
| 3    | 10월 28일 | 3.0%           | 3.3%           |
| 3    | 10월 28일 | 4.3%           | 3.7%           |
| 4    | 11월 4일  | 3.4%           | 3.8%           |
| 4    | 11월 4일  | 4.0%           | 4.8%           |
| 5    | 11월 11일 | 3.5%           | 3.2%           |
| 5    | 11월 11일 | 3.2%           | 4.0%           |
| 6    | 11월 18일 | 3.4%           | 3.1%           |
| 6    | 11월 18일 | 3.7%           | 3.3%           |
| 7    | 11월 25일 | 3.1%           | 2.7%           |
| 7    | 11월 25일 | 3.0%           | 2.8%           |
| 8    | 12월 2일  | 3.1%           | 3.1%           |
| 8    | 12월 2일  | 2.6%           | 2.6%           |
| 9    | 12월 9일  | 1.6%           | 2.1%           |
| 9    | 12월 9일  | 2.2%           | 2.4%           |
| 10   | 12월 16일 | 3.0%           | 3.0%           |
| 10   | 12월 16일 | 3.0%           | 3.1%           |
| 11   | 12월 23일 | 2.8%           | 2.9%           |
| 11   | 12월 23일 | 2.8%           | 2.8%           |
| 12   | 12월 30일 | 3.2%           | 3.0%           |
| 12   | 12월 30일 | 3.1%           | 2.6%           |

### 2018년
| 회차 | 방송일  | TNmS 시청률    | 닐슨 시청률    |
| 회차 | 방송일  | 대한민국(전국) | 대한민국(전국) |
| ---- | ------- | -------------- | -------------- |
| 13   | 1월 6일 | 2.9%           | 3.0%           |
| 13   | 1월 6일 | 2.9%           | 3.2%           |